# Hunyadi László
Hunyadi László és una òpera en tres actes amb música de Ferenc Erkel i llibret en hongarès de Béni Egressy, basat en una obra de Lörinc Tóth. Es va estrenar al Teatre Nacional de Budapest el 27 de gener de 1844. Hunyadi László és considerada la primera òpera hongaresa important i l'estil musical d'Erkel beu d'influències folklòriques, en particular la dansa coneguda com el verbunkos.

## Personatges
| Personatge                               | Tessitura    | Repartiment de l'estrena, 27 de gener de 1844 |
| ---------------------------------------- | ------------ | --------------------------------------------- |
| László V rei d'Hongria                   | tenor        | Mihály Havi                                   |
| Erzsébet Szilágyi vídua de János Hunyadi | soprano      | Rozália Klein Schodel                         |
| László Hunyadi el seu fill               | tenor        | Adolf Pecz                                    |
| Mátyás Hunyadi germà de László           | mezzosoprano | Rosa Csillag                                  |
| Miklós Gara el comte palatí              | baix         | Miklós Udvarhelyi                             |
| Mária la seva filla                      | soprano      | Leopoldina Molnár                             |
| Ulrik Cilley el regent                   | baríton      | Mihály Füredy                                 |
| Rozgonyi un oficial de l'exèrcit         | baríton      |                                               |